# ひろめ市場

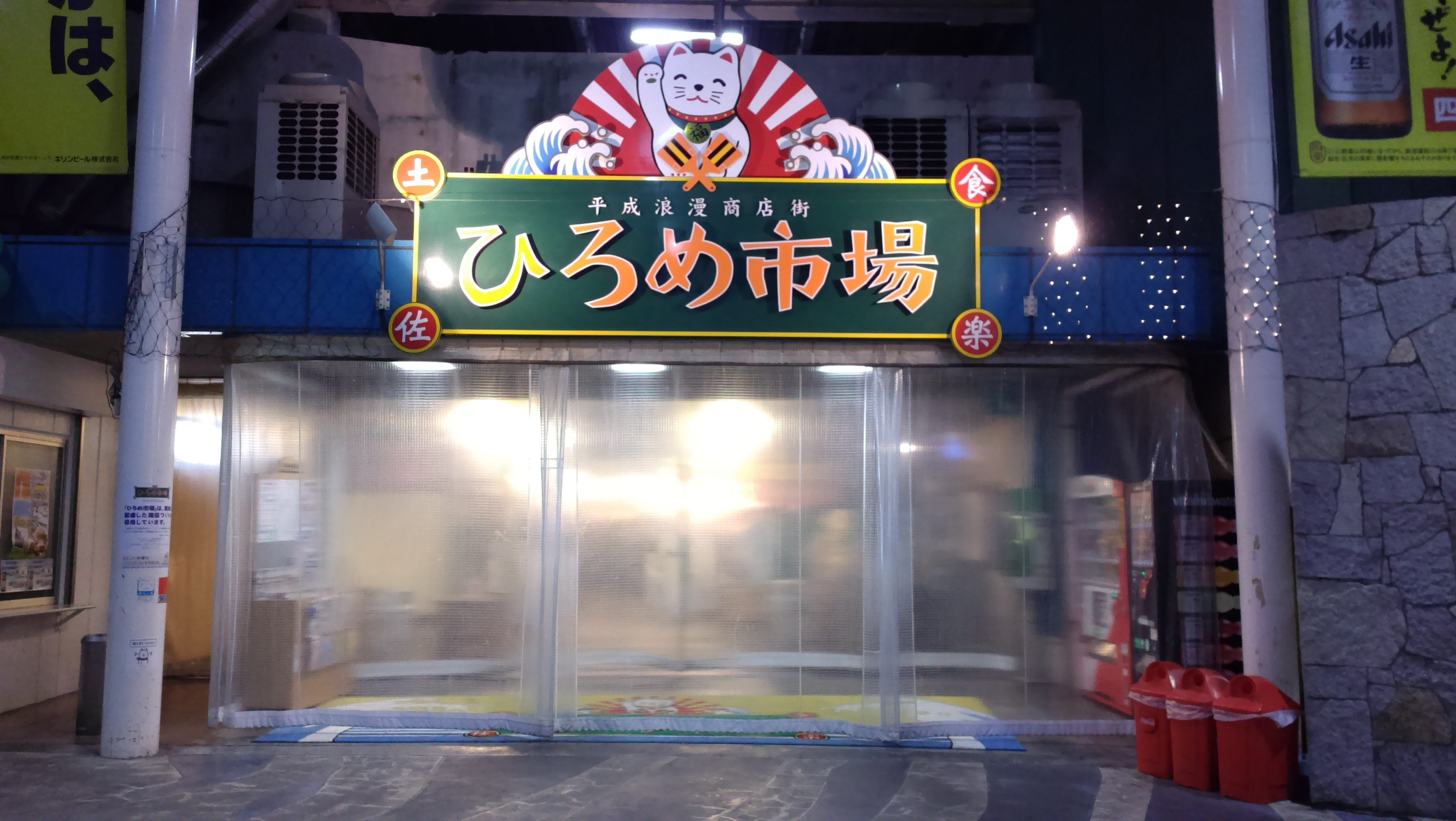
ひろめ市場入り口

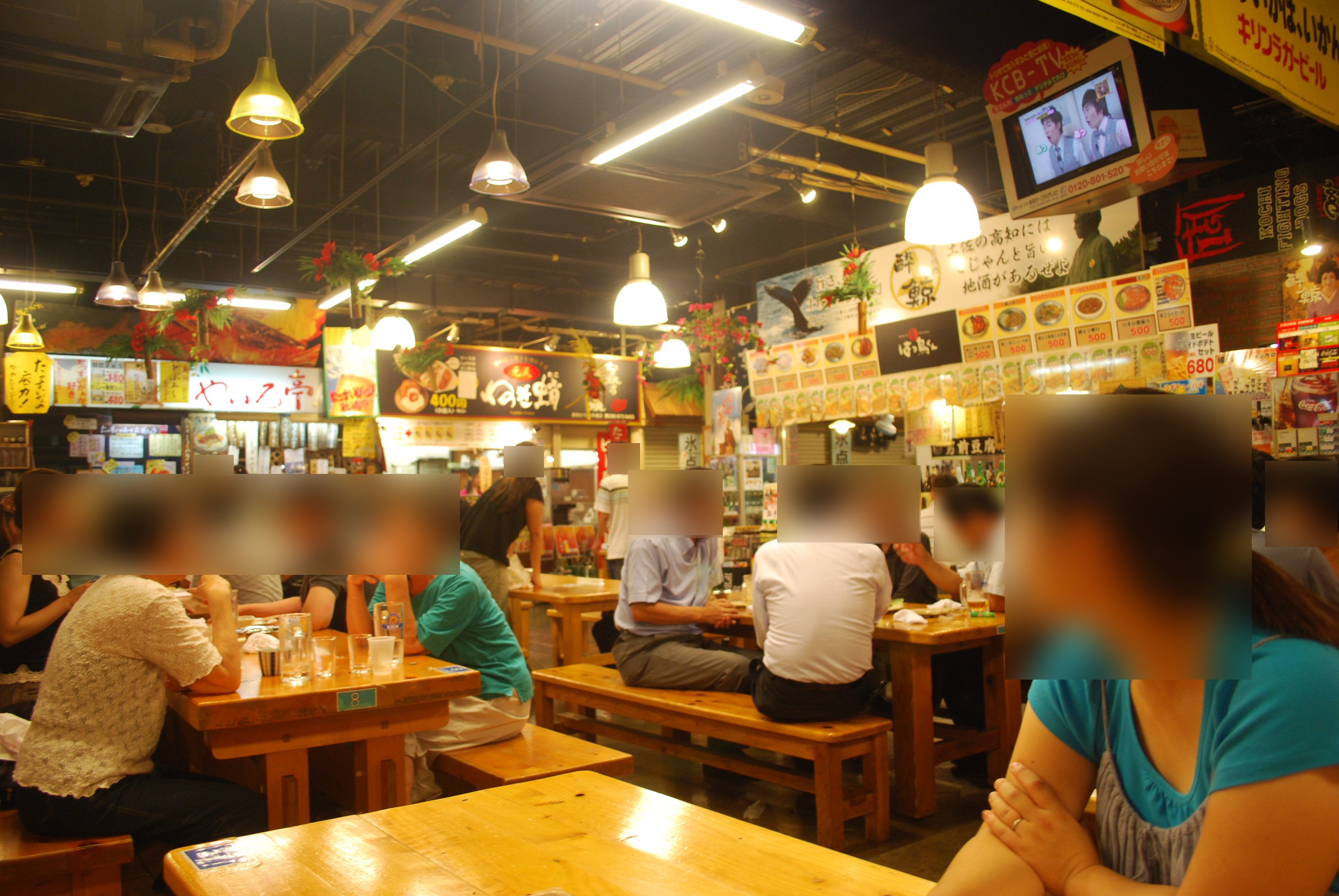
夜のひろめ市場

ひろめ市場（ひろめいちば）は高知市帯屋町2丁目にある、集合型の屋台村。経営主体は有限会社ひろめカンパニー、運営はテナント会と共同で行っている。

## 概要
1998年1月より開設企画が構想され、土地所有者の民間都市開発推進機構の賛同を経て同年6月に名称「ひろめ市場」が発表され、9月から10月にかけての内装工事を経て同年10月17日にオープンした。入り口には「平成浪漫商店街」とうたっている。「ひろめ」の名称は、かつてここに土佐藩の家老であった深尾弘人蕃顕（ふかお ひろめ しげあき）の屋敷（いわゆる弘人屋敷）に由来する。主として飲食店が中心となっているが、高知県の地場産品の鮮魚、精肉、青果、酒類、総菜の販売も行われ、衣料品店などもある。飲食の店舗が多く、鰹のタタキをはじめとする和食、中華、イタリアン、インド料理まであり、市場内には「お城下広場」「（板垣退助にちなむ）自由広場」「龍馬通り」「いごっそう横丁」「ぎっちり日曜市」「はいから横丁」といった高知にちなんだ愛称がついた飲食スペースや路地がある。2016年12月17日には館内北東部の「はいから横丁」に立ち飲みコーナー「HIROME BAR（ヒロメ バル）」が新設され、5店舗が新たに出店した。このコーナーでは高知の地元ならではの食材を活かした洋風メニューで女性客や観光客の更なる入込みを期待している。
所在地は高知市帯屋町2丁目3-1、営業時間は平日・土曜日は原則として10時から23時、日曜日は9時から23時（ただし店舗により異なる）。
ひろめ市場は、場所と食を提供することで地場の活性化に中心商店街と連携して貢献したい、という目的で設立された、いわば「お酒の飲めるフードコート」であり、相席での利用が基本の、いわゆる屋台村の形式をとっている。管理会社が食器を店舗へレンタル・利用客から回収・洗浄・レンタル料の集金等を行っており、各店舗に食器を共同で利用してもらうことで、店舗での食器洗浄や食器管理の手間を減らし、調理・食品提供・精算に注力させて効率化することで、利用客へのサービス向上に力を入れてもらうシステムとなっている。近隣の高知城や日曜市への観光の休憩所としても利用され、地元客のみならず観光客にも支持されている。近年は高知県における外国人観光客によるインバウンド消費の向上にも貢献している。
ひろめ市場の成功により、地域活性化を目指す商店街及び行政関係者等が全国各地から視察に訪れるが、現在までのところ他地域での類似施設の成功例はない。2003年4月28日、兵庫県姫路市のダイエー跡地にひろめ市場をモデルにした「姫路ひろめ市場」がオープンし、本家から移った支配人が運営に携わっていたが、集客が急速に落ち込んだことにより運営会社が破綻し、2004年10月14日に閉店している。また香川県高松市の高松中央商店街を構成する常磐町商店街の「高松OPA」（こちらも旧ダイエー系列のファッションビルであった）跡地にも、2012年5月3日にひろめ市場をモデルとした屋台村風の飲食店街「高松いろは市場」がオープンしたが、約1年4か月後の2013年8月31日に閉鎖されている。いずれのケースでも2年未満で閉鎖に追い込まれており、約20年間営業が継続しているひろめ市場と比較して、厳しい結果となっている。ひろめ市場の場合、その成功要因として、高知城等の観光地に隣接していることに加え、いわゆる「土佐人」の気質にあった雰囲気やシステムで活気づいていると分析されている。

## 場所の歴史
江戸時代初期は、山内一豊、忠義に仕えた家老・乾和三の屋敷があった場所にあたる。乾氏失脚ののち、南邸・深尾家の屋敷となり、幕末は土佐藩の名家老・深尾蕃顕の屋敷となった。
ひろめ市場の開業以前には空き地になり、駐車場として使用されていた。

## ひろめの意味
土佐藩の家老であった深尾弘人蕃顕は、幕末に4代の藩主に仕えた名家老と伝えられている。そのため維新後も、この一体は弘人（ひろめ）屋敷と呼ばれていた。
また、ひろめ市場の下記の基本コンセプトも現している。
- 高知の新しい観光スポットとして、高知の衣食住文化を「ひろめる」
- 高知の人情・人となりを「ひろめる」
- 高知の基礎知識・芸術・文化を「ひろめる」